# Сабун
Сабун — река в России, протекает в Ханты-Мансийском АО. Правый приток реки Вах. Река Сабун образуется слиянием рек Сармсабун и Глубокий Сабун. Длина реки составляет 328 км (с Сармсабуном — 574 км). Устье реки находится в 402 км по правому берегу реки Вах, у села Ларьяк.

## Притоки
(км от устья)
- 43 км: Котыгъёган (пр.)
- 150 км: Лухъёган (лв.)
- 175 км: Ексавъигол (пр.)
- 180 км: Сыхтингъёган (пр.)
- 188 км: Мольгаёган (лв.)
- 217 км: Канэигол (лв.)
- 227 км: Курлыигол (пр.)
- 241 км: Ерганъёган (лв.)
- 283 км: Лулыигол (пр.)
- 297 км: Лёктохъёган (лв.)
- 326 км: Паркатынгъигол (лв.)
- 328 км: Глубокий Сабун (лв.)
- 328 км: Сармсабун (пр.)

## Данные водного реестра
По данным государственного водного реестра России относится к Верхнеобскому бассейновому округу, водохозяйственный участок реки — Вах, речной подбассейн реки — бассейн притоков Оби (верхней) от Васюгана до Ваха. Речной бассейн реки — Обь (верхняя) до впадения Иртыша.